# U-Bahnhof Ohlstedt

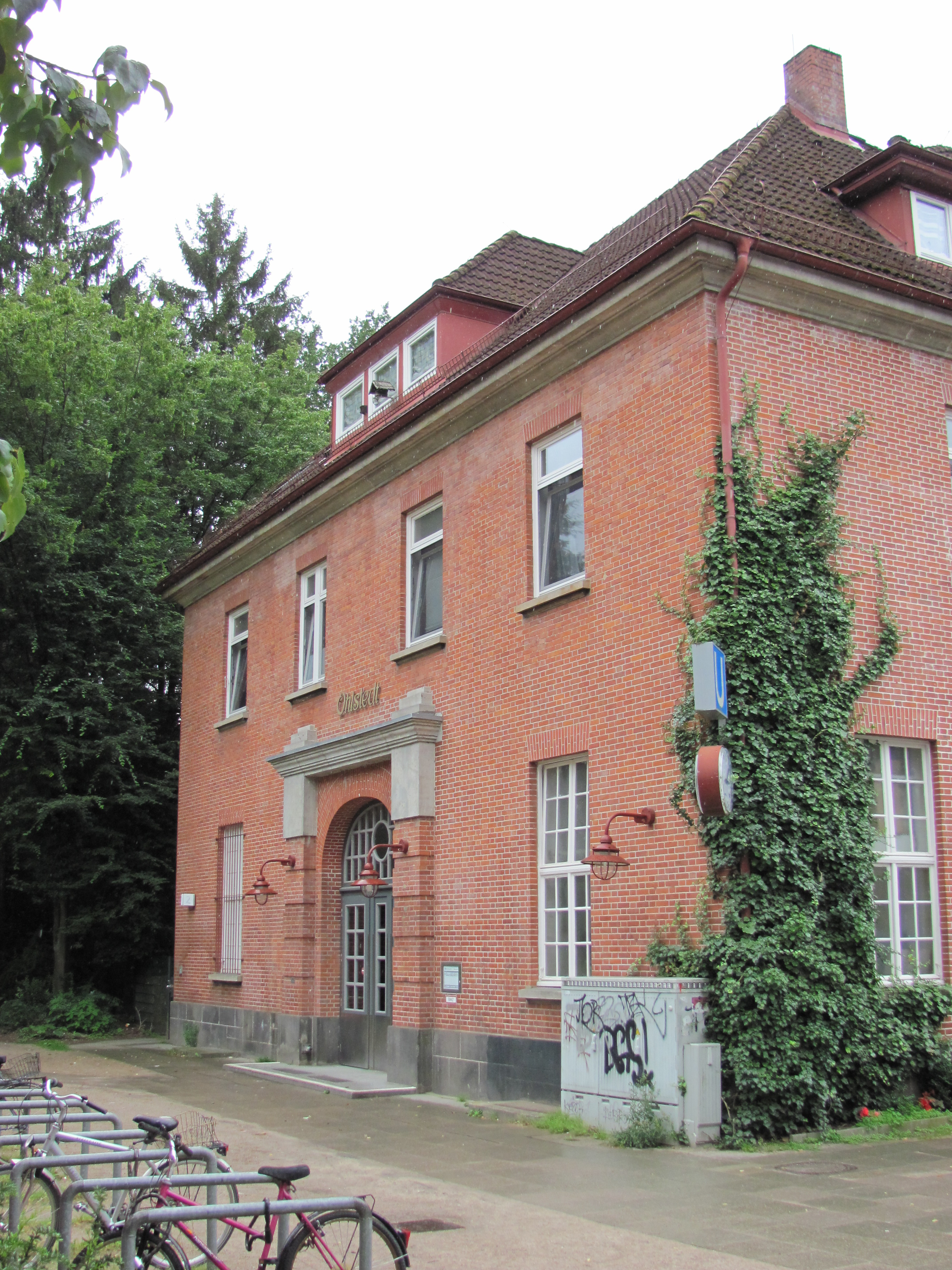
Bahnhofsgebäude Ohlstedt, Entwurf: Eugen Göbel

Der U-Bahnhof Ohlstedt ist eine Endhaltestelle der Hamburger U-Bahn-Linie U1. Das Kürzel der Station bei der Betreiber-Gesellschaft Hamburger Hochbahn lautet „OT“. Der U-Bahnhof hat täglich 3.071 Ein- und Aussteiger (Mo–Fr, 2019).

## Aufbau und Lage

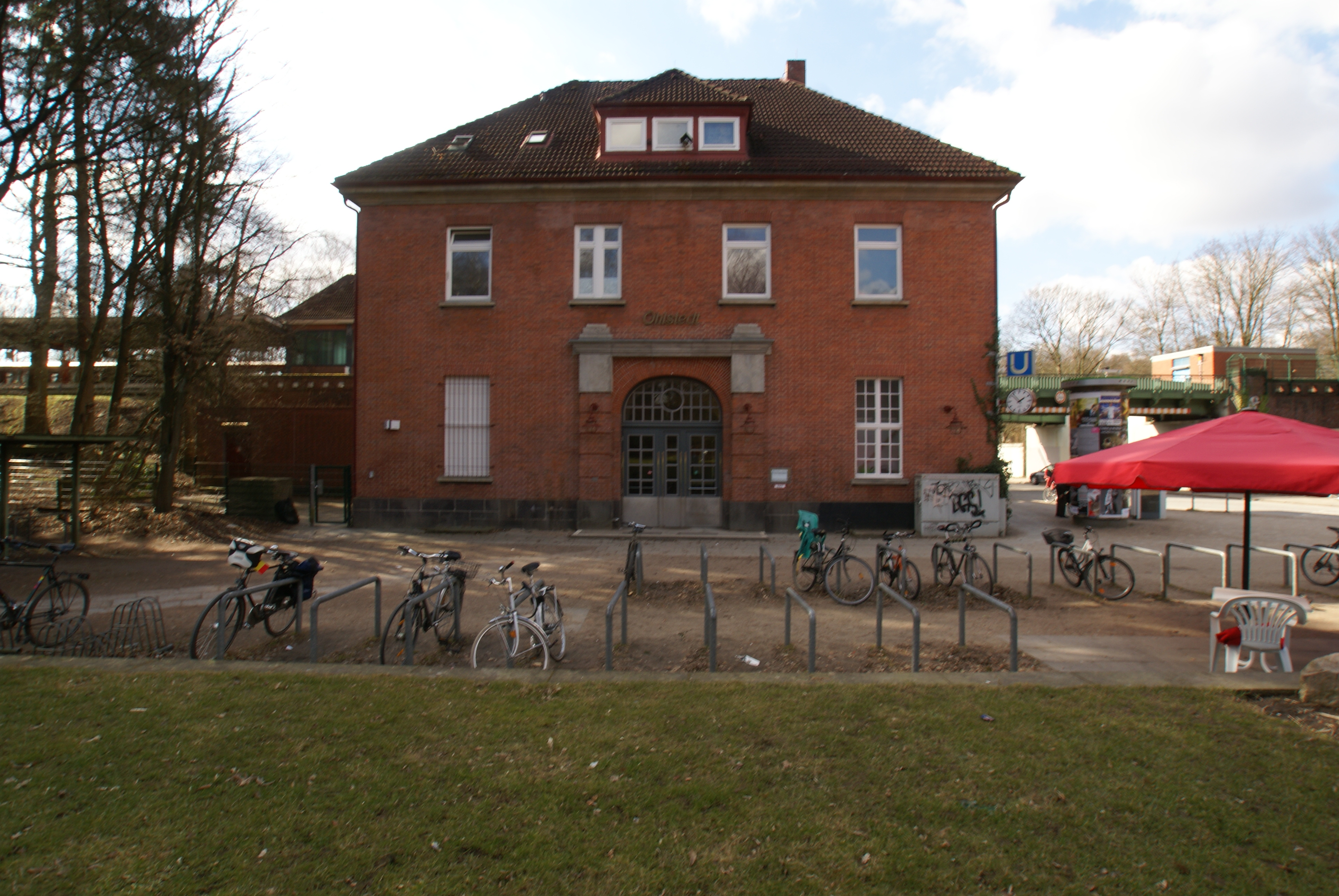
Blick auf den Bahnhof von Osten

Die Haltestelle Ohlstedt verfügt über einen etwa 120 Meter langen Mittelbahnsteig in Dammlage. Er befindet sich südlich des Straßenverlaufs Westerfelde/Alte Dorfstraße im Hamburger Stadtteil Wohldorf-Ohlstedt. An dieser Straße steht auch das Bahnhofsgebäude der Station, von dem eine Treppe zum Bahnsteig führt. Im Rahmen des Großprojekts „Walddörfer 2016“ ist die Haltestelle seit 2016 barrierefrei mit einem Aufzug zu erreichen, der parallel zur Treppe eingebaut wurde.
Nördlich der Haltestelle befindet sich eine fünfgleisige Kehr- und Abstellanlage.

## Geschichte
Die Hochbahn-Haltestelle wurde 1918 nach einem Entwurf von Eugen Göbel noch unter dem Namen „Wohldorf-Ohlstedt“ als Teil der Walddörferbahn fertiggestellt. Im Jahr 1925 erreichten erstmals Hochbahn-Züge elektrisch die Station, davor fuhren provisorisch Dampfzüge. Seitdem wird der heutige Name „Ohlstedt“ benutzt. Vom 1. Februar 1925 bis zum 29. Januar 1961 begann hier der letzte Rest der seit Mai 1907 hier ebenerdig verkehrenden elektrischen Kleinbahn Alt-Rahlstedt–Volksdorf–Wohldorf zur Fahrt nach Wohldorf.
Heute zeigt sich die Hochbahn-Haltestelle noch weitgehend im ursprünglichen Gestaltungszustand. Der Bahnsteig wurde mehrmals verlängert, um längere Züge einsetzen zu können; zuletzt Anfang der 1970er Jahre für drei gekuppelte DT3-Einheiten. Seit 1927 ist die Strecke in die Hamburger Innenstadt durchgängig zweigleisig ausgebaut. Gleichwohl verkehrt im Regelfall nur alle 20 Minuten ein Zug, lediglich in der Hauptverkehrszeit wird der Takt auf 10 Minuten verdichtet.
| Linie | Verlauf |
| ----- | --- |
| U 1   | Norderstedt Mitte – Richtweg – Garstedt – Ochsenzoll – Kiwittsmoor – Langenhorn Nord – Langenhorn Markt – Fuhlsbüttel Nord – Fuhlsbüttel – Klein Borstel – Ohlsdorf – Sengelmannstraße (City Nord) – Alsterdorf – Lattenkamp (Sporthalle) – Hudtwalckerstraße – Kellinghusenstraße – Klosterstern – Hallerstraße – Stephansplatz (Oper/CCH) – Jungfernstieg – Meßberg – Steinstraße – Hauptbahnhof Süd – Lohmühlenstraße – Lübecker Straße – Wartenau – Ritterstraße – Wandsbeker Chaussee – Wandsbek Markt – Straßburger Straße – Alter Teichweg – Wandsbek-Gartenstadt – Trabrennbahn – Farmsen – Oldenfelde – Berne – Meiendorfer Weg – Volksdorf / Streckenast Ohlstedt – Buckhorn – Hoisbüttel – Ohlstedt \ Streckenast Großhansdorf – Buchenkamp – Ahrensburg West – Ahrensburg Ost – Schmalenbeck – Kiekut – Großhansdorf |